# Brownea hybrida
Brownea hybrida är en ärtväxtart som beskrevs av Cornelis Andries Backer. Brownea hybrida ingår i släktet Brownea och familjen ärtväxter. Inga underarter finns listade i Catalogue of Life.